# Багге-аф-Боо
Багге аф Боо (швед. Bagge af Boo) — прибалтийский дворянский род шведского происхождения. Члены этого рода якобы в XIII веке жили в Скандинавии и Шотландии. Прибалтийская ветвь фамилии Багге, жившая в Курляндии, назвалась Багге-аф-Боо по своему поместью в Сконе.
В войнах между Швецией и Данией Багге всегда решительно становились на сторону Ваза. Среди членов фамилии Багге, занимавших ведущее положение в рядах шведского дворянства и участвовавших в делах правления, особенно выдвинулся как флотоводец Яков Багге, уничтоживший в царствование короля Эрика XIV в 1563 году датский флот у Борнхольма. Наградой за этот подвиг было устроенное ему триумфальное шествие и возведение в звание королевского адмирала.
Кроме того, в память об этом событии к гербу победителя, изображавшего чёрного медведя в золотом поле, по повелению короля были прибавлены датский Данеброг и пылающие картечи.
Потомок Якова Багге в пятом колене, драгунский офицер в Саксонии шведский дворянин Карл Багге прибыл в Курляндию и купил себе здесь несколько имений. В 1731 году Карл Багге-аф-Боо основал фиденкомис Динсдорф, находившийся и до 20 века во владении этой фамилии. В том же году он был внесён в матрикул пильтенского дворянства (присоединённого впоследствии к курляндскому дворянству).
Члены этого рода в официальных документах, начиная с 1834 года, именованы баронами. Определением Правящего Сената от 26 февраля 1862 года за курляндской дворянской фамилией Багге-аф-Боо признан баронский титул.

## Представители рода
- Carl Johann Gustaf Ludwig Bagge von Boo (1732—30.06.1806), женат на Anna Sybilla von Bagge (в девичестве — Медем) (1728—1784).
  - Gustav Eberhard Bagge von Boo (04.01.1761—12.10.1829), женат на Agnes Sybilla von Buchholtz (1756—15.10.1836).
    - Wilhelm Ewald Bagge von Boo (1792—02.03.1871), женат на Lydia Catharina von Behr (09.11.1807—22.03.1868).
      - Hermann (Harry) Carl Gustav Bagge von Boo (15.11.1827—23.05.1897), предводитель дворянства Курляндской губернии, женат на Friedricke Louise Gräfin von Moltke (19.01.1834—22.10.1890).
        - Багге-аф-Боо, Карл (Carl Wilhelm Adam Joachim Bagge von Boo) (10.03.1856—18.03.1894), женат (1883) на Anna Louise (в девичестве — Рекке) (01.05.1862-?).
          - Багге-аф-Боо, Карл Карлович, ротмистр лейб-гвардии Конного полка, после Октябрьской революции в эмиграции, член Русского общевоинского союза в Германии (с 1935 года)[1].
          - Багге-аф-Боо, Герман Карлович (Hermann (Harry) Nikolaus Olaf Bagge von Boo) (29.04.1886—18.08.1953), ротмистр лейб-гвардии Конного полка[2], после Октябрьской революции в эмиграции, член Русского общевоинского союза в Германии, женат на Багге-аф-Боо Люси Юлии (в девичестве — Энгельгардт) (Lucie Julie von Engelhardt) (05.10.1883—23.12.1971).
            - Багге-аф-Боо, Эрих (Erich Georg Bagge von Boo) (05.09.1910—29.07.1982), сын Германа Карловича Багге-аф-Боо.
            - Багге-аф-Боо, Георг (Georg Olaf Bagge von Boo) (09.01.1915—27.01.1944), сын Германа Карловича Багге-аф-Боо, майор генштаба Германии, убит во время Второй мировой войны[3].

Могилы Германа Карловича Багге-аф-Боо, его жены Люси (урожденная фон Энгельгардт) и двух их сыновей Эриха и Георга находятся на русском кладбище Берлин-Тегель.